# Fantastiske skabninger og hvor de findes (film)
Fantastiske skabninger og hvor de findes er en film baseret på J.K. Rowlings bog af samme navn.
Den blev efterfulgt af Fantastiske skabninger 2: Grindelwalds forbrydelser i 2018.

## Medvirkende
- Eddie Redmayne som Newt Scamander
- Katherine Waterston som Porpentina Goldstein
- Ezra Miller som Credence Barebone
- Johnny Depp som Gellert Grindelwald
  - Colin Farrell som Percival Graves
- Jon Voight
- Ron Perlman
- Samantha Morton som Mary Lou
- Dan Fogler som Jacob
- Alison Sudol som Queenie Goldstein
- Gemma Chan
- Carmen Ejogo
- Jenn Murray